# 郝鎰
郝鎰（1458年—1506年），字廷重，直隶河间府河间县人，民籍，明朝政治人物。

## 生平
成化十九年（1483年）癸卯科順天府鄉試舉人。成化二十年（1484年）联捷甲辰科第三甲第144名進士。授天長縣知縣，弘治四年（1491年）考选，授试監察御史，五年十月实授南京云南道監察御史，丁母亲宋孺人忧，服阕，改南京广东道，巡视南京诸卫仓场，清理戎政，又命巡视凤阳等府，十五年（1502年）升任陕西庆阳府知府，治行为诸郡第一，正德元年丙寅卒，年四十有九。

## 家族
先世为长安人，金朝時有郝济贤任河开路总管，子孙遂定居河间。曾祖郝志刚。祖父郝祥，思南府知府，有善政。父郝㻅，渭南县丞，以子贵赠御史。母宋氏，赠孺人；继母于氏，封孺人。